# 로렌스 맥케온

로런스 맥키언(Laurence McKeown, 1956년 ~ )은 아일랜드의 극작가이며, 한때 아일랜드 공화국군 임시파 요원이었다. 1981년 아일랜드 단식투쟁에도 참여했다.
북아일랜드 앤트림주 랜덜스타운에서 태어났다. 10대 시절 맥키언은 건축가가 되고 싶었고 16살 때 견적사 사무실에서 일하기 시작했다. 17세 때 IRA에 들어갔고 1976년 8월 폭발물 소지 및 왕립 얼스터 경찰대 경관 살해미수 혐의로 체포되었다. 1977년 4월 재판에서 유죄가 확정되어 종신형을 선고받고 메이즈 교도소에 수감되었다.
맥키언은 특수범주지위의 반환을 요구하는 모포투쟁과 불결투쟁에 참여했다. 바비 샌즈가 주도하는 제2차 단식투쟁이 시작되었고, 맥키언은 샌즈 외 세 명의 참여자가 아사한 이후인 6월 29일 단식을 시작했다. 여섯 명이 더 죽고 맥키언의 가족들은 단식 70일차인 9월 6일 의료진을 개입시켜 아들의 단식을 중단시켰다.
맥키언은 옥중에서 개방대학 과정을 밟아 사회과학 학사 학위를 취득했고 1992년 석방되었다. 그 뒤 퀸즈 대학교 벨패스트에서 박사학위까지 마쳤다. 1990년대 중반 맥키언은 벨파스트 영화제를 공동설립했고 메이즈 교도소의 아일랜드 공화주의자 수감자들에 관한 책을 두 권 썼다.